# Zeaksantyna
Zeaksantyna, E161h – organiczny związek chemiczny z grupy ksantofili (podgrupa karotenoidów). Jest jednym z dwóch karotenoidów, znajdujących się w siatkówce oka. Naturalnie występuje w brokułach, brukselce, kukurydzy, pomidorach. Zawiera ją także ziele fiołka trójbarwnego i polnego.